# Anne Liardet
Anne Liardet, née en 16 avril 1961 à Bourges, est une navigatrice française.

## Biographie
Son père, enseignant, est arrivé à l'École supérieure d'arts de Brest lorsqu'elle avait un an. La famille s'installe à Sainte-Anne-du-Portzic et Anne, durant son enfance, s'intéresse d'abord à la pêche. Puis vers 15 ans, elle se tourne vers la navigation sous l'influence de son père qui lui-même participait à des régates et avait dessiné son propre bateau.
En travaillant dans le milieu de la course au large, un chantier naval puis une voilerie, elle s'imagine déjà à bord des bateaux qu'elle prépare. 
Sa première régate se déroule en 1985.
Mère de trois enfants, qu'elle a eu avec Jo Le Guen elle s'est installée à Daoulas dans le Finistère. Le 10 novembre 2004, elle était au départ du Vendée Globe à bord du Roxy, et sera la  3e femme à le terminer après Catherine Chabaud (1997) et Ellen MacArthur (2001). Elle fait partie des six femmes avec Catherine Chabaud, Isabelle Autissier, Ellen MacArthur, Karen Leibovici, Samantha Davies et Dee Caffari à participer à cette compétition.
En 2007, avec Peter Harding et à bord de 40 Degrees, elle termine deuxième de la Transat Jacques-Vabre en Class40.

## Principaux résultats
- 1985
  - 1re de la Mini Transat (10e et 1re femme)
  - 1re du Mini Fastnet en solo

- 1986
  - 24e de la Solitaire du Figaro - 1re en bateau de série.

- 1987
  - 2e des 100 milles de Concarneau
  - 9e de l'Half Ton Cup La Rochelle
  - 10e de la Solitaire du Figaro
  - Lauréate Trophée Gahinet
  - Participation à La Baule - Dakar

- 1989
  - Tentative de Record New York/San Francisco par le Cap Horn en multicoque

- 1990
  - Route du Rhum

- 2003
  - Défi Atlantique (Bahia - La Rochelle)

- 2004
  - 12e de The Transat sur Quiksilver, ex-Fleury Michon X en Classe IMOCA

- 2005
  - 11e du Vendée Globe 2004-2005 sur Roxy, ex-Fleury Michon X
  - 8e de la Transat Jacques-Vabre sur Roxy, ex-PRB, avec Miranda Merron
  - 11e Rolex Fastnet Race sur Roxy

- 2006
  - 8e de la Route du Rhum sur Roxy en Classe IMOCA

- 2007
  - 2e de la Transat Jacques-Vabre avec Peter Harding et à bord de 40 Degrees en Class40